# Sächsische Schweiz-Osterzgebirge
Sächsische Schweiz-Osterzgebirge là một huyện (Kreis) ở bang tự do Sachsen, Đức. Huyện được đặt tên theo dãy núi Saxon Thụy Sĩ và Erzgebirge.

## Lịch sử
Huyện đã được thành lập thông qua việc sáp nhập các huyện Sächsische Schweiz và Weißeritzkreis trong cuộc cải tổ huyện tháng 8 năm 2008.

## Địa lý
Huyện tọa lạc giữa Dresden và Cộng hòa Séc. Phía tây nam của huyện là phần cực đông của Erzgebirge ("Dãy núi Erzge"), phía nam huyện có tên là Saxon Thụy Sĩ, thuộc dãy núi sa thạch Elbe. Sông chính chảy qua huyện này là Elbe. Các đơn vị giáp ranh (từ phía tây theo chiều kim đồng hồ) là: các huyện Mittelsachsen và Meißen, quận Dresden, huyện Bautzen, và Cộng hòa Séc.

## Các thị xã và đô thị
| Thị xã | Thị xã | Đô thị | Đô thị |
| --- | --- | --- | --- |
| 1. Altenberg 2. Bad Gottleuba-Berggießhübel 3. Bad Schandau 4. Dippoldiswalde 5. Dohna 6. Freital 7. Geising 8. Glashütte 9. Heidenau 10. Hohnstein | 1. Königstein 2. Liebstadt 3. Neustadt in Sachsen 4. Pirna 5. Rabenau 6. Sebnitz 7. Stadt Wehlen 8. Stolpen 9. Tharandt 10. Wilsdruff | 1. Bahretal 2. Bannewitz 3. Dohma 4. Dorfhain 5. Dürrröhrsdorf-Dittersbach 6. Gohrisch 7. Hartmannsdorf-Reichenau 8. Hermsdorf 9. Höckendorf 10. Kirnitzschtal 11. Kreischa | 1. Lohmen 2. Müglitztal 3. Porschdorf 4. Pretzschendorf 5. Rathen 6. Rathmannsdorf 7. Reinhardtsdorf-Schöna 8. Rosenthal-Bielatal 9. Schmiedeberg 10. Struppen |